# 11091 Телоніус
11091 Тело́ніус (11091 Thelonious) — астероїд головного поясу, відкритий 16 лютого 1994 року.
Тіссеранів параметр щодо Юпітера — 3,458.
Названо на честь Телоніуса Монка (англ. Thelonious Monk, 1917-1982) — видатного джазового піаніста і композитора, найбільш відомого як один з родоначальників бібопа.